# ريفن (دراق كوين)
ديفد بيتروشن من مواليد 8 أبريل 1979 المعروف باسم ريفن. هو دراق كوين وفنان ماكياج مرشح لـجوائز الإيمي. نشأ بيتروشن في ريفرسايد كاليفورنيا وكان جزءاً أساسياً من حانات جنوب كاليفورنيا حيث كانت عروضه من أشهر العروض هناك وبعدها اكتسب شهرة دولية لظهوره في كل من الموسم الثاني من روبول دراق ريس والموسم الأول لـ روبول دراق ريس: أول ستارز وقد حل في المركز الثاني في كلا الموسمين. بعد تنافسه في برنامج روبول دراق ريس كمتسابق انضم بيتروشن لـ روبول دراق يو كـ «بروفيسور» خلال ثلاثة مواسم. بيتروشن هو فنان الماكياج الخاص لـ روبول منذ الموسم التاسع من روبول دراق ريس ويشارك حالياً في استضافة البرنامج الأسبوعي "Fashion Photo Ruview" لنقد الأزياء على اليوتيوب جنباً إلى جنب مع زميله راجا.

## بداية حياته
ولد بيتروشن ذو الأصل الروسي في فيكتورفيل كاليفورنيا  وهو الطفل الأكبر من بين خمسة. انفصل والداه وهو في عمر السابعة وقد تربى في كنف والدته التابعه لطائفة المرمون. أعلن بيتروشن علناً انه لا يتبع تلك الطائفة وقد ابتعد عن تلك التقاليد الدينية.

## مسيرته الفنية
في بدايته عمل بيتروشن في النهار كمسؤول مبيعات لمستحضرات التجميل وفنان ماكياج مستقل، وفي الليل كان يقوم بالعروض تحت اسم فينكس. في عام 2002 بدأ بأخذ تلك العروض بجدية أكثر وغيّر لقبه ل ريفن. يتذكر بيتروشن التاريخ وهو العاشر من مايو حيث قدم عرضاً مع ميهام ميلر لأول مرة بإسمه الفني الجديد. على عكس العديد من الدراق كوينز تعلم بيتروشن دون مرشد بل شق الطريق لنفسه. تقدم لتجارب الأداء للموسم الأول من روبول دراق ريس لكنه لم ينجح. تقدم للمره الثانية في الموسم الثاني ونجح في تجارب الأداء وانضم للموسم.
روبول دراق ريس
في عام 2010 تم إعلان ريفن ضمن التسابقين في الموسم الثاني. في الحلقة الأولى ربح أول تحدٍ صغير. في الحلقات الثانية والثالثة واجه خطر الخروج حيث اضطر للغناء بتزامن الشفاه مرتين من أجل البقاء في المنافسة. في الحلقة الرابعة فاز بتحدٍ صغير من خلال تخمين سعر الأشياء المختلفة مما أكسبه اتصالاً هاتفياً بالمنزل. في الحلقة الخامسة فاز بالتحدي الصغير لثالث مرة من خلال تزيين صندوق يعكس أسلوبه الشخصي. في الحلقات السابعة والثامنة فاز في التحديين الأساسيين حيث نجح في كتابة وبيع كتاب عن سيرته الشخصية والقيام بتحويل رجل كبير بالسن إلى دراق كوين. في نهاية الموسم احتل ريفن المركز الثاني خلف تايرا سانشيز مما أثار إستهجان العديد من متابعين البرنامج حيث أبدوا رأيهم بأن ريفن هو الأمثل للفوز باللقب، وشاع في تلك الفترة عبارة Raven was robbed
Rupaul’s drag U
ريفن هو واحد من العديد من متسابقي روبول دراق ريس الذين تمت دعوتهم للعمل كـ«بروفيسور» في البرنامج. كان دوره مرشد للمتسابقات الإناث الذين يحصلون على التغييرات في اللوك. في هذا البرنامج تم إظهار جانب رائع من ريفن لم يلمسه المشاهدين أثناء مشاركته في روبول دراق ريس حيث كان أكثر رعايه لمشاعر الآخرين وأكثر رحابه. في الموسم الثاني غيّر لوك والدته وساعدها في الفوز على شقيقة جوجوبي وشقيقة مانيلا لوزون. حقق ريفن اثني عشر ظهورًا في البرنامج وحصل على أكبر عدد من الانتصارات خلال المواسم الثلاث جميعها حيث استحق لقب “Makeover Queen” .
روبول دراق ريس: أول ستارز
في 6 أغسطس 2012، تم إعلان ريفن واحدًا من اثني عشر متسابقًا من المتسابقين الذين تم إختيارهم للإنضمام إلى روبول دراق ريس: أول ستارز الذي عرض لأول مرة على شبكة Logo في 22 أكتوبر 2012. الموسم اعتمد نظام تشكيل فرق تتضمن شخصين ليكملا طريقهم لنهاية الموسم. اتحدا ريفن وجوجوبي وشكلا فريق «روجوبي». فازوا بالتحديات المصغرة في الحلقة الثانية والخامسة عن طريق الإجابة الصحيحة عن الأسئلة حول بعضهم البعض وبتسجيل النقاط في لعبة كرة السلة. نجح الثنائي في الوصول إلى النهائيات التي بثت في 26 نوفمبر 2012، حيث احتل ريفن المركز الثاني مرة أخرى خلف تشاد مايكلز.
هذه المرة زادت الخلافات والشائعات حول مركز ريفن زعم عدد كبير من المشاهدين بأن روبول انتج برنامج أول ستارز فقط لتتويج تشاد مايكلز بعد أن خسر «بشكل مفاجئ» في الموسم الرابع من روبول دراق ريس حيث تم تتويج شارون نيدلز. علاوة على ذلك فإن الموسم الأول من أول ستارز قد تم إنتقاده بشكل متكرر بسبب إجراءات الإستبعاد والقواعد العامة، خاصةً نظام تشكيل الفرق. أطلق المشاهدين على ريفن بعدها «ملكة ال Runner-Ups».
فنان ماكياج
عاد بيتروشن إلى روبول دراق ريس كفنان المكياج الخاص لـ روبول في الموسم 9. وحصل على ترشيح لجوائز guild awards في فئة «التلفزيون ووسائط الإعلام الجديدة: أفضل مكياج معاصر». لعمله في الموسم العاشر. وحصل على ترشيح لـ جوائز الايمي في النسخة الخامسة والسبعين في فئة «المكياج البارز لسلسلة متعددة الكاميرا». عمل ريفن كمنتج في روبول دراق ريس: أول ستارز منذ موسمه الثالث وروبول دراق ريس منذ الموسم العاشر.
Fashion photo review
عام 2014 بدأ ريفن وراجا عرضهم الاسبوعي لنقد الأزياء على اليوتيوب على قناة World of Wonder بعنوان "RuPaul's Drag Race Fashion Photo RuView"، حيث ينتقدن أزياء معظمها لمتسابقي روبول دراق ريس. تصل مشاهدات كل حلقة بين 400.000 ومليون مرة. ظهر ريفن على عدة برامج أخرى على الويب. بالإضافة إلى مشاركتها في الجولات الدولية يستضيف ريفن حاليًا العديد من العروض في نوادي المثليين في جميع أنحاء جنوب كاليفورنيا.

## تأثيره
لطالما اعتبر ريفن أكثر الفنانين الماكياج تأثيراً في مجتمع الدراق. أنشأ العديد من التقنيات المبتكرة، بما في ذلك الأنف المقوس ونمطه الخاص من عظام الخدين المنحوتة بشدة. يقوم العديد بتقليد طريقة رسمه للشفاه والعين وقد عادت موضة الوان الماكياج الطبيعية بين الدراق كوينز بعد ان قام ريفن بإستخدامها.
تأثير ريفن عميق للغاية حيث يقوم العديد من الدراق كوينز بإستلهام مكياجهم الخاص منه، تقول بيانكا ديل ريو الفائزة في روبول دراق ريس الموسم السادس بأن الدراق كوينز الشابات على وجه الخصوص يستخدمون أسلوب ريفن. في عام 2016 ، تم ضم ريفن كمصدر إلهام في فيديو «مائة سنة من موضة الدراق» الخاص بـ فانيتي فير، إلى جانب العديد من الفنانين منهم روبول. قدم الفيديو أسلوب ريفن كخلاصة لعصر 2000s. حصل ريفن على جائزة في حفل توزيع جوائز Wowie الأول في عام 2017.

## روابط خارجية
- ريفن على موقع IMDb (الإنجليزية)
- ريفن على موقع قاعدة بيانات الفيلم (الإنجليزية)
- ريفن على موقع كينوبويسك (الروسية)